# Portrait de Miss Bell
Le Portrait de Miss Bell est une peinture à l'huile sur toile (205 × 101 cm) du peintre italien Giovanni Boldini. Datée de 1903 elle est conservée dans la Villa Grimaldi Fassio  un des musées de Nervi, à Gênes en Italie. 

## Histoire
Ce portrait représente Miss Bell, protagoniste mystérieuse et non identifiée de la Belle Époque. Comme l'avancent certaines hypothèses, il ne peut s'agir de l'actrice de la Comédie-Française Marie-Jeanne Bellon, dite Marie Bell, cette dernière étant née en 1900 et le tableau datant de 1903.

## Description
Miss Bell est assise dans une chaise de style Empire qui parait flotter dans le vide. Elle affiche une pose désinvolte en même temps qu'un détachement sophistiqué, le visage posé nonchalamment sur la main. Elle s'offre au regard du spectateur par le point de vue en légère plongée. La poitrine de la jeune femme brune est mise en valeur par la minceur de sa taille, par la bordure en dentelle qui souligne son décolleté et par le gros nœud noir, posé tel un gigantesque papillon sur son corsage.

## Analyse
Comme souvent chez Boldini, l'emphase de la peinture, héritée de la tradition d'Antoine van Dyck, Frans Hals ou Diego Vélasquez, est mise au service du monde scintillant et suggestif des élégantes et de la mode. Le physique du modèle est lui aussi typique du goût de Boldini, qui semble en caresser chaque détail, mais la charge émotionnelle du tableau réside surtout dans le rouge intensif de la robe, contrastant avec la peau d'albâtre du modèle.